# Dartz

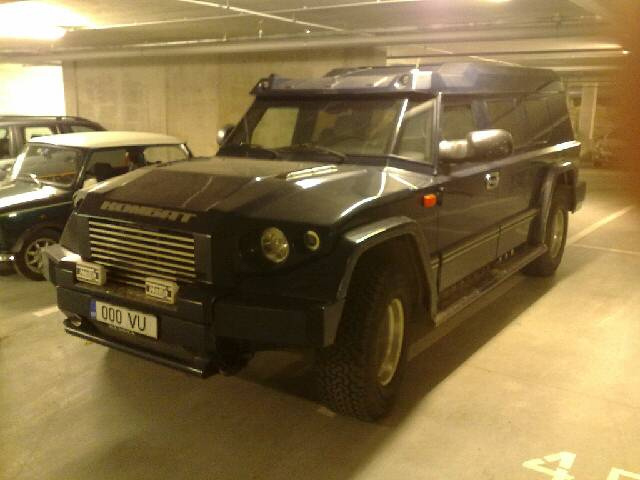
Dartz Kombat

Dartz是一家拉脱维亚汽车公司，专门从事SUV尤其是军用越野车的制作。Dartz公司的主营产品还包括窗膜和安全装备。Dartz Prombron为该公司生产的全球最昂贵的SUV，售价约160万美元。